# Nicolau José de Campos Vergueiro
Nicolau José de Campos Vergueiro foi um político brasileiro. Filho do senador Nicolau Pereira de Campos Vergueiro, foi feito Barão a 19 de julho de 1879 e Visconde de Vergueiro, a 31 de dezembro de 1880.